# Dimităr Peev
Dimităr Alexandrov Peev (în bulgară Димитър Александров Пеев, n. 7 iulie 1919, Plovdiv, Regatul Bulgariei – d. 5 noiembrie 1996, Sofia, Bulgaria) a fost un scriitor bulgar de literatură științifico-fantastică, avocat, publicist și doctor în dreptul penal.

## Biografie
Peev s-a născut în Plovdiv în 1919. A absolvit Universitatea din Sofia, apoi s-a specializat în medicină legală la Moscova. O perioadă a lucrat ca diplomat. A murit în 1996.
În literatura bulgară este cunoscut ca cel mai bun autor de romane  "polițiste" (despre miliție). Cel mai cunoscut roman al său, Alibi (Алиби), a fost publicat în Biblioteca Galactica (Библиотека Галактика). A mai publicat lucrări  satirice și umoristice.
Este fondatorul și primul editor al revistei "Cosmos" (Космос). Timp de mulți ani a fost  editor al ziarului "Orbita" (Орбита).

## Lucrări scrise

### Romane
- 1958 - Ракетата не отговаря (cu Kiril Marichkov), roman SF
- 1966 - Alibi, roman polițist

### Povestiri SF
- 1955  - „Полет във Вселената“ („Zbor în Univers”)
- 1962  - „Комуний“
- 1962  - „На черната планета“ („Planeta neagră”)
- 1962- „Косъмът на Мохамед“ („Un fir din barba lui Mahomed”)
- 1964  - „Опитът успя“ („Experiența a reușit”)
- 1964 - „Неразчетеният надпис“ („Inscripție nedescifrată”)
- 1973  - „Гравитационната гробница“ („Mormânt gravitațional”)
- 1975  - „А43М приема гости“ („A43M primește oaspeții”)
- 1975  - „Училището - XXIII век“ („Școala - secolul XXIII”)
- 1978  - „Търсете ни тук“
- 1978  - „Срещата“ („Întâlnire”)

### Cărți de popularizare a științei
- 1986 „Силуети на ХХІ век“  (co-autor cu Agop Melkonyan și V. Dimitrov)
- „Изкуствени спътници и междупланетни полети“ (Sateliți artificiali și zborurile interplanetare)
- „Човекът извън земята“
- „Животът на другите планети“ (Viața pe alte planete)

### În limba română
- „Un fir din barba lui Mahomed” (Косъмът на Мохамед) - în Enigma Văii Albe (Povestiri științifico-fantastice bulgare) - o antologie din 1967 în limba română de Victor Kernbach și Mihail Magiari. Povestirea a fost publicată inițial în 1964 în antologia în limba bulgară Човекът, който търси (Omul care caută).
- „Experiența a reușit” ( Опитът успя)  - în Enigma Văii Albe